# آزمایش سریع آنتی‌ژن کووید ۱۹
آزمایش سریع آنتی‌ژن کووید ۱۹، که اغلب به آن‌ها آزمایش جریان جانبی کووید ۱۹ نیز گفته می‌شود، تست‌های آنتی‌ژنی سریع هستند که برای تشخیص عفونت سارس کوید ۲ (کووید ۱۹) استفاده می‌شوند. آنها به سرعت با حداقل آموزش پیاده‌سازی می‌شوند، مزایای قابل توجهی را ارائه می‌دهند و در عرض 5 تا 30 دقیقه به کاربران نتیجه می‌دهند. آزمایشهای آنتی‌ژن سریع در چندین کشور به عنوان بخشی از روشهای آزمایش جمعی یا روشهای غربالگری در سراسر جمعیت استفاده می‌شود. تصور می‌شود که آنها برای شناسایی افرادی که بدون علامت هستند و به‌طور بالقوه می‌توانند ویروس را به افراد دیگر منتقل کنند، که در غیر این صورت نمی‌دانستند مبتلا شده‌اند، ارزشمند هستند. این روش با سایر آزمایش‌ها کووید ۱۹ مانند PCR که به‌طور کلی برای افراد علامت دار یک آزمایش مفید است متفاوت است، زیرا حساسیت بالاتری دارند و می‌توانند موارد را با دقت بیشتری تشخیص دهند.

## تاریخچه
آزمایش‌های سریع کووید ۱۹ از طریق سرمایه‌گذاری عمده برنامه جنجالی Moonshot در بریتانیا، یک برنامه ۱۰۰ میلیارد پوندی برای ارزیابی سیستماتیک، توسعه و پیاده‌سازی فن آوری‌های جدید برای آزمایش کووید ۱۹ به وجود آمد.